# August der Starke als Kürschner

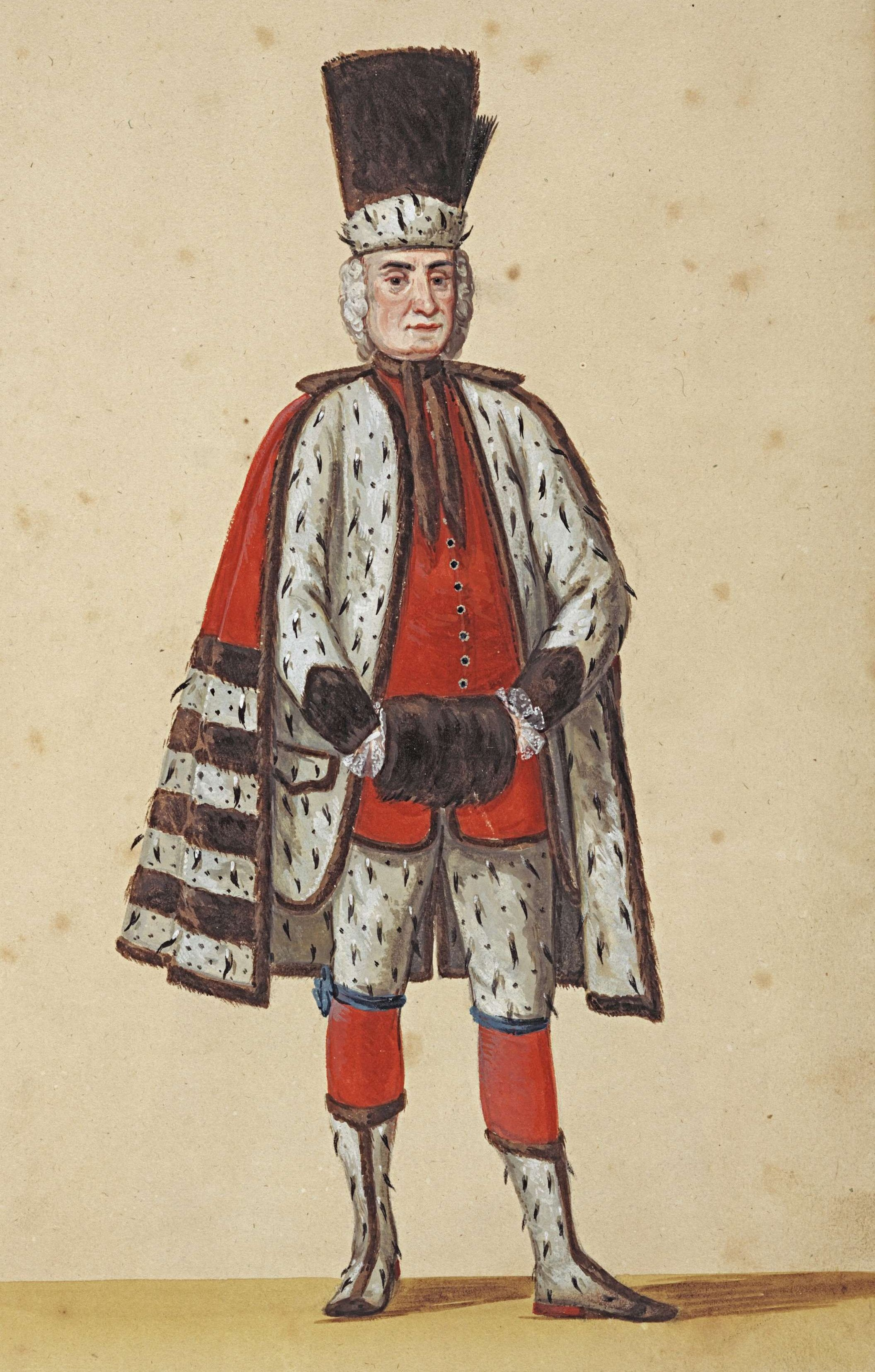
August der Starke als Kürschner

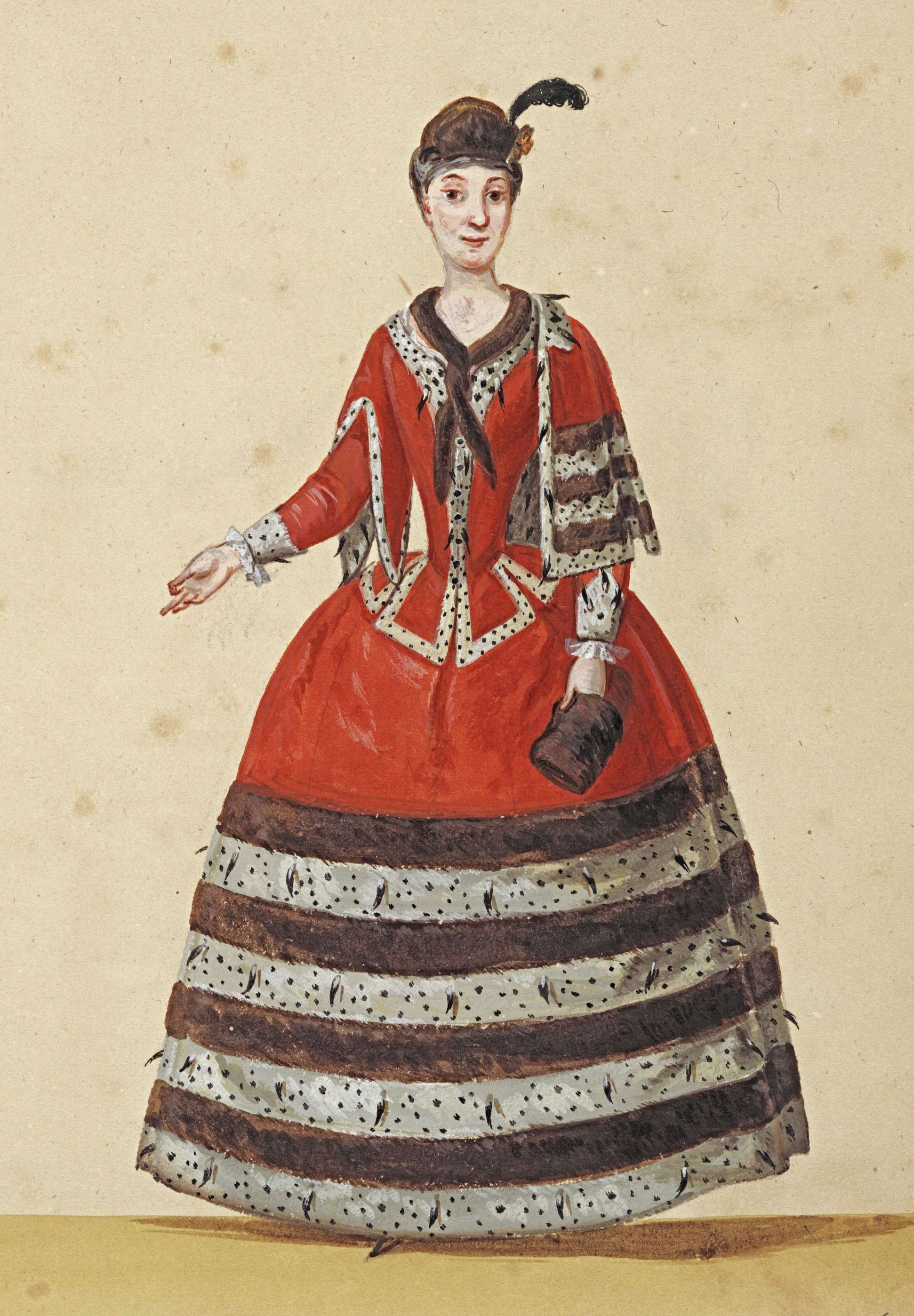
Gräfin Maria Magdalena Bielinska als Kürschnerin

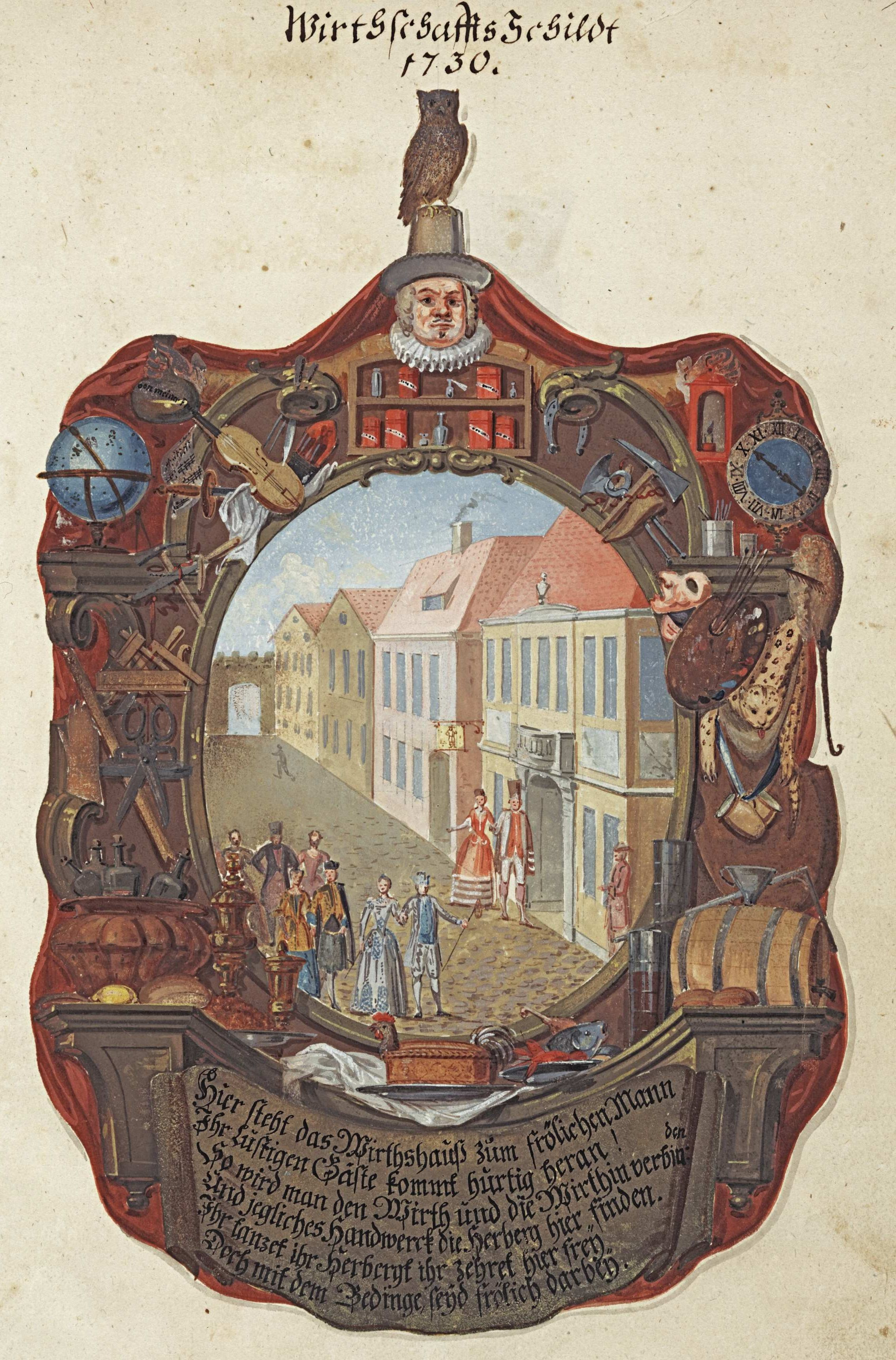
Titelblatt mit Kürschner-Paar und Leopardfell sowie Symbolen anderer Berufe

Im Jahr 1730 lud Friedrich August I. von Sachsen, genannt August der Starke (1670–1733), Kurfürst und Herzog von Sachsen und in Personalunion als August II. König von Polen zum 21. Februar, zum Abschluss des Karnevals zu einem Kostümfest ein. Von den Kostümentwürfen sind Abbildungen überliefert, darunter August der Starke als Kürschner.

## Allgemein
Die Ausrichtung der Festivität delegierte er an seinen Sohn, den späteren August III. von Polen. Die Gästepaare erschienen als Angehörige jeweils eines der städtischen Gewerbe gekleidet, die zugeteilten Berufe wurden in Anwesenheit der Kavaliere und ihrer Damen am 12. Februar ausgelost. Der Vater als Kürschner gekleidet, im königlichen Hermelin, hatte sich seine Rolle und seine Partnerin, Gräfin Maria Magdalena Bielinska (1685–1730), verh. Gräfin von Dönhoff, später verh. Fürstin Lubomirska, offensichtlich selbst ausgewählt.
Das besondere bei diesen als Wirtschaft bezeichneten Maskeraden war, dass sich die höheren Stände bei entsprechender Themenvorgabe in die Rolle niedrigerer Stände begaben, also alle auf das gleiche gesellschaftliche Niveau. Bei einer der früheren Wirtschaften im Jahr 1725 war August als Schäfer erschienen, jedoch hob er sich von den übrigen Teilnehmern standesgemäß hervor. Sein Schäferhabit bestand nicht nur aus wertvollen Stoffen mit Edelsteinstickerei, Edelsteinbesatz, es kam damals bereits ein wenig Hermelinfell hinzu. Der Kürschneranzug, ganz aus den kostbaren Fellarten Hermelin und Zobel gearbeitet, stellte eine ideale repräsentative, herausragende Kostümierung des Herrschers dar. Ob an der Herstellung der Kostüme, vermutlich neben dem Hofschneider, ein Kürschner beteiligt war, wurde noch nicht ermittelt.
Die Abbildungen mit den Kostümskizzen sind, gebunden einem Heft, „Oberhofmarschallamt“, „Bilder so Zur Wirthschafft mit HandWerckern 1730 gehörig“, zusammengefasst, das im Sächsisches Staatsarchiv, Hauptstaatsarchiv Dresden verwahrt wird.

## August der Starke als Kürschner
Der Fürst hatte sich zuvor bei der Stadt über die Rangfolge der verschiedenen Handwerke kundig gemacht. Gab es am Hofe zwar eine strenge und umkämpfte Rangordnung, so brachte er die Angesprochenen damit in einige Verlegenheit, wollten die Bürger doch nicht einzelne Berufe vor anderen hervorheben. Um jedoch dem König zu genügen, stellte der Dresdner Rat nach Gutdünken eine Rangfolge auf. Empfangen wurden die Teilnehmer von einem Wirtshausschild, das den König und seine Begleiterin als Kürschnerpaar bei der Begrüßung der der Gäste zeigte.

### Hofschreiber Johann Ulrich Königs Würdigung der Gäste (Scherzgedichte)
In launigen Reimen des „Geheimen Secretair und Hof-Poëten“ wurde jede Person und das durch sie vertretene Handwerk gewürdigt. Die Eröffnung und letzte Erwähnung erging an den Gastgeber, als fünfzigste und eigentlich letzte an des Fürsten Festbegleiterin, die Gräfin Bielinska. Der Schluss wendet sich noch einmal direkt an den Fürsten, mit Sorgen und Wünschen der Kürschner und der Zünfte allgemein.
An den Gast, Ihro Königl. Maj. von Preußen.

Du weltberühmter grosser Gast,

Derer Du diß Wirthshauß heut beehret hast,

[…]

Zu keinem Handwerck tritt der König heut aus Preußen,

Doch kann der Kirschner  (*) Ihn jetzt Meister Nachbar heißen.

Kürschnerin, Frau Gräfin Bielinska.

Von einem gnädigen, leutseligen Gemüte,

Von einer sittsamen und angebohrnen Güte,

Von einer stillen Art, doch aufgeräumt von Sinn,

Ist unsre heutige, lieb-werthe Kürschnerin.

Weil sie der Kürschner wehlt, gereicht es ihr zur Ehr.

Es schickt sich auch für sie, sie stammt vom Handwerck her.

Nur thut darin ihr erster Mann sehr ungeschickt,

Daß er hausiren geht, und ihr den Beltz nicht flickt.
Kürschner, Ihro Majest. der König.

Der, statt der Kürschner-Scheer, ein doppelt Chur-Schwerdt führt,

Der seine Beltz-Mütz auch mit einer Crone ziert,

Der in der Wiege schon den Hermelin getragen,

Und, wann er Beltzwerck braucht, die Thiere selbst kan jagen,

Er sei ein starcker Wolff, ein wilder Bär, ein Luchs,

Ein schläffrig-fauler Dachs, und ein verschlagner Fuchs,

Der manchen schönen Beltz getrennet und zerstücket,

Und manchen anderen hinwider gut geflicket;

Der in der Arbeit nie die rechte Naht verfehlt,

Hat sich den Kürschner-Stand vor andern heut erwehlt.

Kein Wunder! daß er weiß gut Beltzwerck herzuholen,

Er hat die Niederlag als Meister in ganz Pohlen.

Noch ist ein Schreiben angelangt,

Daran der Kürschner-Zunft gemeines Wohlseyn hangt,

Das, weil ich Schreiber jetzt vom Handwerck hier gewesen,

Dem Ober-Meister ich verpflichtet bin, vorzulesen.

Dem Pohlen-Könige, der heut will Kürschner seyn,

Reicht hier die ganze Zunfft erfreut diß Schreiben ein.
Großmächtigster,

anietzt der Kürschner Oberhaupt,

Der gantzen Innung sey dießmal von Dir erlaubt,

Ihre Hertzens-Lust und Freude zu bekennen,

Daß Du den Vorzug hast den Kürschnern wollen gönnen,

Und da Pracht, Schertz und Lust Dein frohes Schloß beseelt,

Das Kürschner-Handwerck Dir vor andern Dir erwehlt.

Gleichwie sie aber Dich, bey so gestallten Sachen,

zum Ober-Aeltesten von ihrer Innung machen,

Jedoch ihr Freyheits-Brief, weil er von langer Frist,

Sich nun nicht recht mehr schickt, und sehr durchlöchert ist;

Als gehet itzt dahin ihr Demuths-volles Flehen,

Denselbigen durch Dich erneut zu sehen.

Sprich selbst, bei wem die Zunfft sich deßfalls melden soll:

Nimmst Du diß gnädig auf, so sind wir Hoffnungs-voll,

Befiehl auch, wann es Dir, als Aeltesten, beliebet,

Daß wieder Antwort uns der Handwercks-Schreiber giebet,

Und schrenckst Du künfftig auch die Zahl der Meister ein,

So wird bey unsrer Zunfft Dein Ruhm unsterblich seyn;

So wird der Handel blühn und auch die Handwercks-Rechte,

der Dir verbundensten demütig-treusten

Knechte.

## Kürschner-Habit
Im Landeshauptarchiv Dresden befinden sich Aquarelle mit den Ausstattungen der Teilnehmer, wahrscheinlich als Kostümentwürfe entstanden. Darunter ist auch eine Darstellung Augusts des Starken als Kürschner. Mit der tatsächlichen Berufskleidung eines Kürschners hat seine Ausstattung nichts gemein.
Mütze, Cape, Jacke, Hose und Stiefel sind aus Hermelin, auf allen Teilen aufgesetzte Hermelinschweife mit ihren schwarzen Schwanzspitzen. Der Muff ist aus Zobel gearbeitet, mit dem auch das Cape die Jacke  und die Stiefel verziert sind. Auf dem Kopf hat der Kurfürst eine hohe Mütze. Der aufgeschlagene, dem sächsischen Kurhut ähnliche Rand ist aus Hermelin, der hohe, zylinderartige Hutstumpen aus Zobel, linksseitig wohl mit einer gamsbartähnlichen Ausschmückung. Über einer dunkel umrandeten Weste oder Jacke befindet sich eine längere, kragenlose Hermelinjacke, rundum und an den Taschenpatten mit Zobel verbrämt, mit oben spitzgeformten Ärmelstulpen. Die Jacke ist schmal geschnitten, die Vorderkanten klaffen weit auseinander. Eine eng anliegende Hermelinhose endet oberhalb der Knie, an den Beinabschlüssen verbrämt. Über allem trägt er einen bis etwa zum Ende der Hosenbeine reichenden Umhang, der knapp die Schultern bedeckt und Ärmel und Vorderteile völlig frei lässt. Das obere Teil scheint aus Stoff zu sein, gefolgt von je vier Querstreifen, abwechselnd das Fell der Verbrämung und Hermelin. Das ganze Cape ist ebenfalls mit Zobel verbrämt, offenbar gehalten von einem langen, vorn am Hals gebundenen Band, wohl auch aus der zweiten Pelzart. Sogar die Stiefel sind aus mit Schweifen besetztem Hermelin. Die Verbrämung der oberen Kante geht in einen schmalen Mittelstreifen über, der bis zu den Schuhspitzen reicht. Um die Knie herum sind die Beine unbedeckt, vielleicht mit Seidenstrümpfen bekleidet. Den Mittelpunkt des Aquarells bildet der kleine Muff, in den der Fürst die Hände gesteckt hat.
Zusammen mit der Gräfin Bielinska, saß er so gekleidet zur Rechten des preußischen Königs an der Stirnseite der langen Tafel. Die Gräfin war in gleicher Art angezogen. Es wurde erwähnt, dass ihr Kostüm „reich mit Brillanten garniret“ war.